# Dante Basco

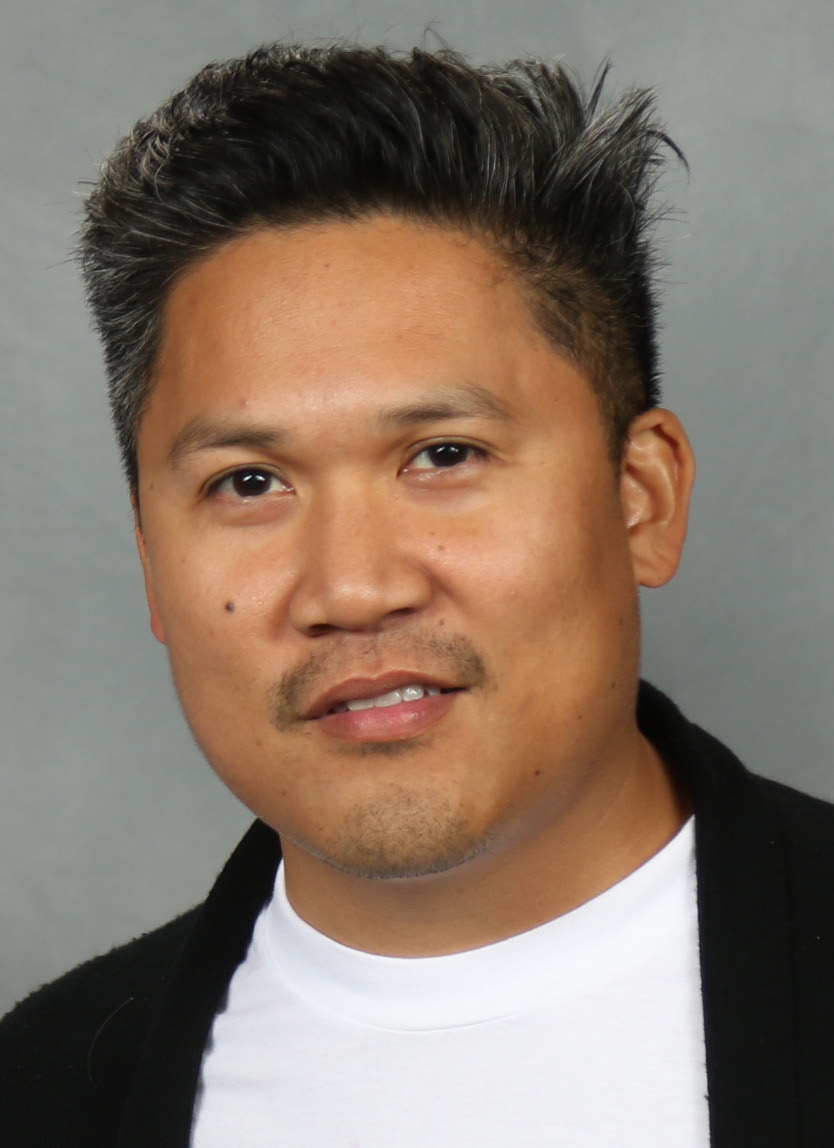
Dante Basco (2016)

Dante Basco (* 29. August 1975 in Pittsburg, Kalifornien) ist ein philippinisch-Us-amerikanischer Schauspieler, Tänzer und Rapper.

## Leben
Dante Basco ist der Bruder von Darion Basco, Derek Basco, Dion Basco und Ariana Basko. In früheren Jahren war er Mitglied in der Streat Freaks Breakdance Crew. Er startete als Schauspieler in kleinen Fernsehrollen, bis er später in Steven Spielbergs Film Hook (1991) mit Robin Williams und Dustin Hoffman in der Rolle des Rufio den Anführer der verlorenen Jungen spielte.
Basco hatte Gastrollen in den Fernsehsendungen Der Prinz von Bel-Air, Echt super, Mr. Cooper, X-Factor: Das Unfassbare und mehrfach in Moesha. Er spielte Charaktere verschiedener asiatisch-ethnischer Gruppen, jedoch nur einmal einen Filipino und zwar im Film The Debut. Seit den 2000er Jahren ist er auch häufig als Synchronsprecher von Zeichentrick- und Animeserien sowie Videospielen tätig.

## Filmografie (Auswahl)
- 1988–1991: Wunderbare Jahre (The Wonder Years, Fernsehserie, drei Folgen)
- 1988: Moonwalker
- 1989: Ein Engel auf Erden (Highway to Heaven, Fernsehserie, Folge 5x09)
- 1991: Eine perfekte Waffe (The Perfect Weapon)
- 1991: Hook
- 1993: Echt super, Mr. Cooper (Hangin’ with Mr. Cooper, Fernsehserie, Folge 2x08)
- 1995: Der Prinz von Bel-Air (The Fresh Prince of Bel-Air, Fernsehserie, Folge 5x23)
- 1995: Fist of the North Star
- 1995: Goofy – Der Film (A Goofy Movie, Stimme)
- 1997: Fakin’ Da Funk
- 1997: Riot – Tage des Terrors (Riot, Fernsehfilm)
- 1998: X-Factor: Das Unfassbare (Beyond Belief: Fact or Fiction, Fernsehserie, eine Folge)
- 1998: Moesha (Fernsehserie, vier Folgen)
- 1999: Weil ich ein Mädchen bin (But I’m a Cheerleader)
- 2000: The Debut
- 2001: Extreme Days
- 2003: Naked Brown Men
- 2003: Biker Boyz
- 2003: Love Don’t Cost a Thing
- 2004: Entourage (Fernsehserie, eine Folge)
- 2005–2007 American Dragon (American Dragon, Fernsehserie, Stimme)
- 2005–2008: Avatar – Der Herr der Elemente (Avatar: The Last Airbender, Fernsehserie, Stimme)
- 2006: Dance! Jeder Traum beginnt mit dem ersten Schritt (Take the Lead)
- 2008: Nite Tales: The Movie
- 2009: Blood and Bone
- 2010: CSI: Miami (Fernsehserie, eine Folge)
- 2010: Adam Mason’s Blood River (Blood River)
- 2010: Fire Breather - Feuer im Blut (Fire Breather, Stimme)
- 2012: Hawaii Five-0 (Fernsehserie, eine Folge)
- 2012–2014: Die Legende von Korra (The Legend of Korra, Fernsehserie, Stimme)
- 2015: Jarhead 3 – Die Belagerung (Jarhead 3: The Siege)
- 2020: Carmen Sandiego (Fernsehserie, zwei Folgen, Stimme)
- 2021: Trese: Hüterin der Stadt (Trese, Fernsehserie, zwei Folgen, Stimme)
- 2021: Monster Hunter: Legends of the Guild (Fernsehfilm, Stimme)
- 2022: Little Demon (Fernsehserie, zwei Folgen, Stimme)
- 2023: Almost Paradise (Fernsehserie, drei Folgen)
- 2023: Asian Persuasion